# 電気計器

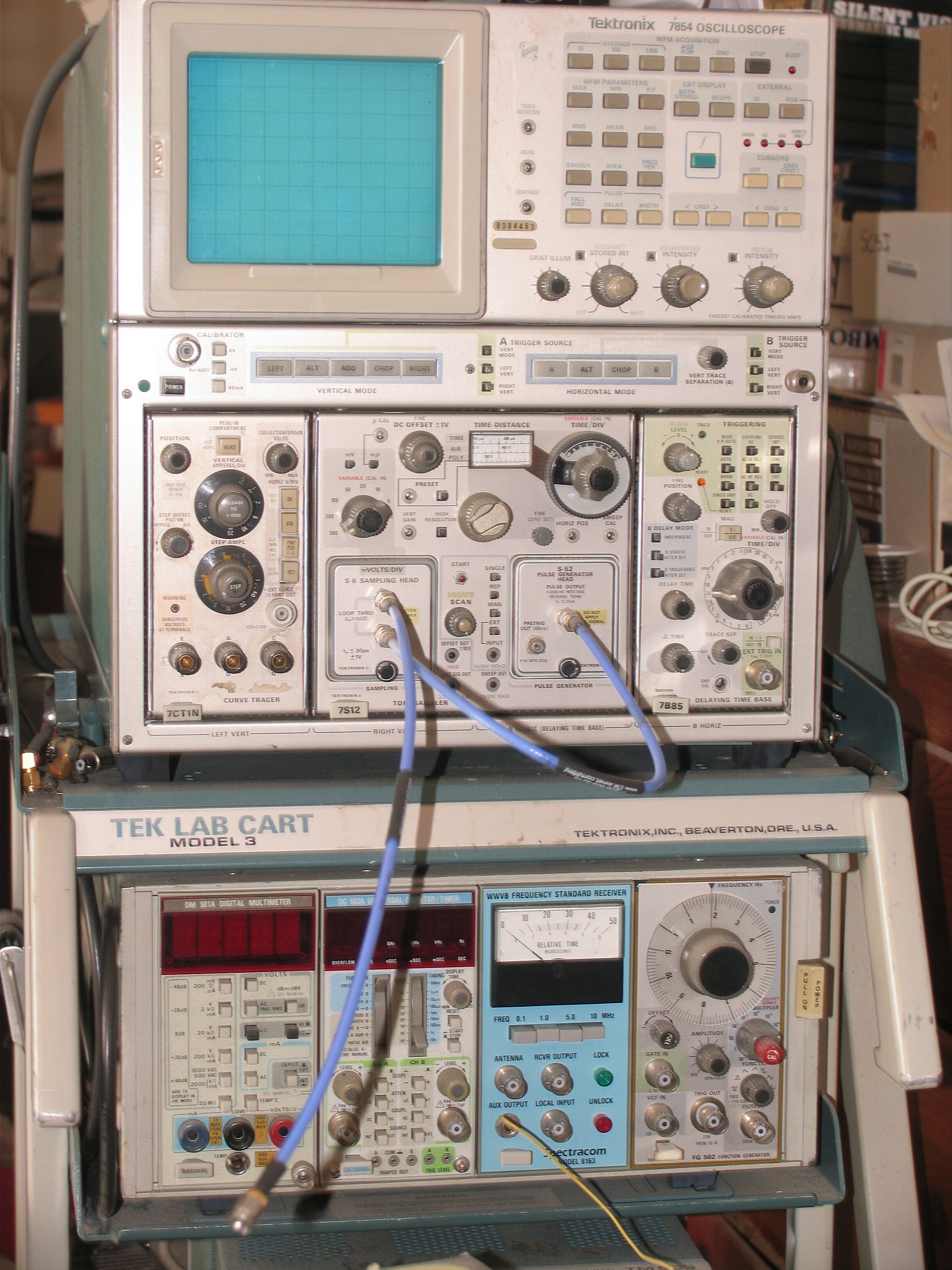
テクトロニクス 7854 オシロスコープ (半導体カーブトレーサ、時間領域反射率測定法(TDR)プラグインを装備。)下段のモジュール群は 電圧計、 カウンタ, 周波数標準器、そしてファンクションジェネレータを装備する。

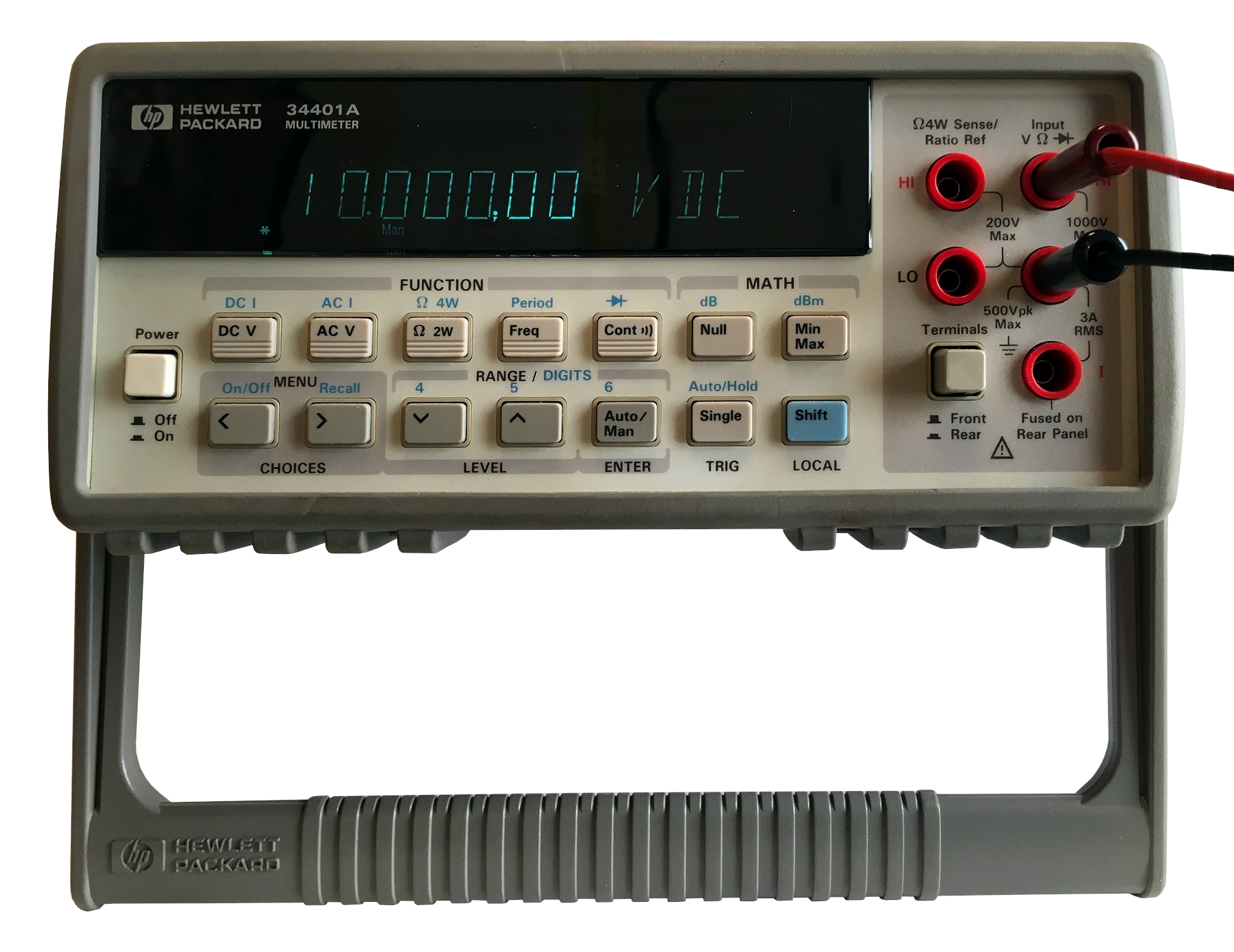
デジタルマルチメータ 正面のスイッチで電圧計、電流計、抵抗計、周波数計と機能切替ができる。

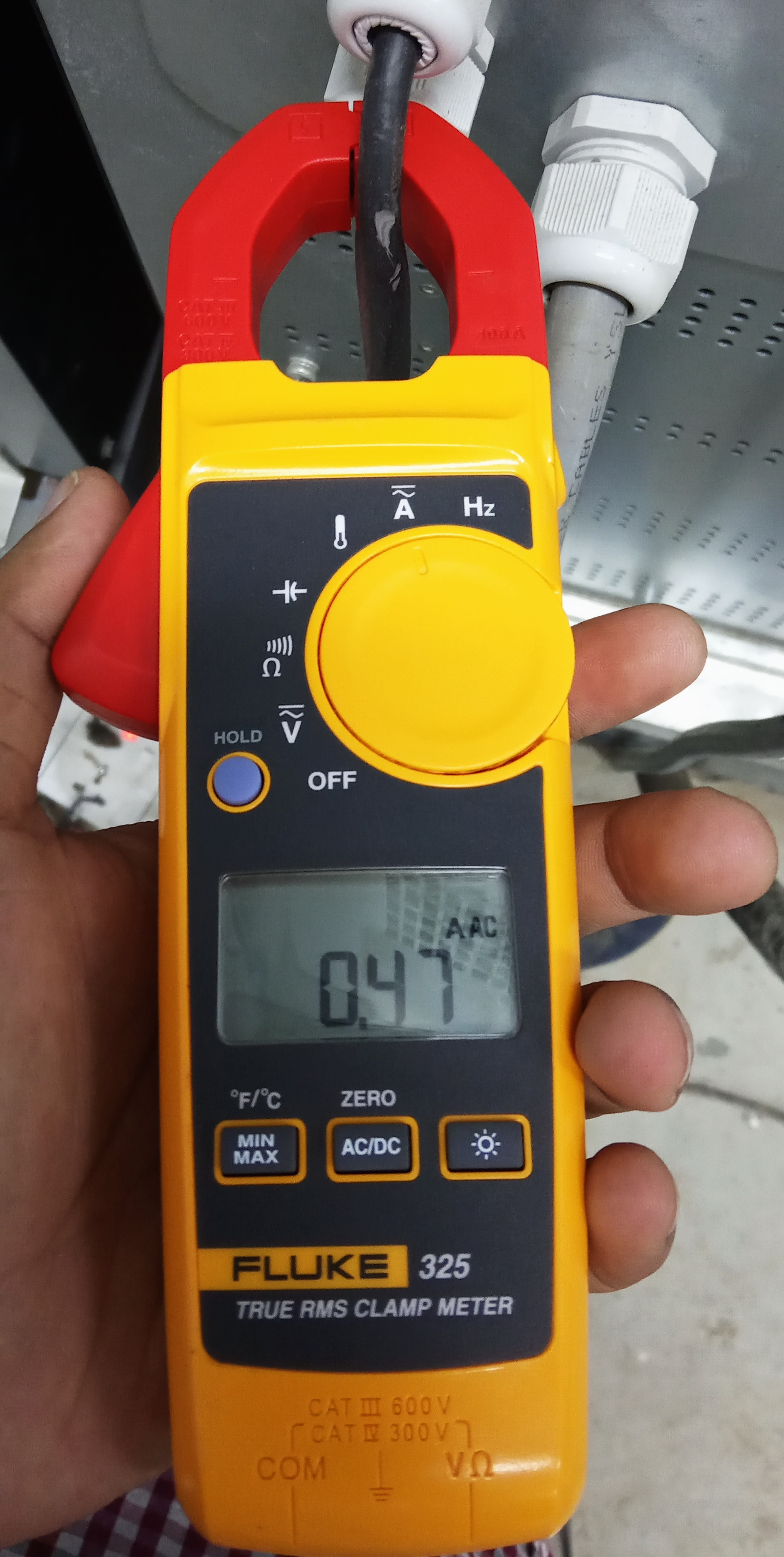
クランプメータ クランプを開いて測定対象の電線を輪の中に入れる。

電気計器（でんきけいき）は、電気諸量の測定のための計器である。

## 電気計器の例
- 電気標準器
- 指示電気計器
- 積算電気計器
- 計器用変成器
- 保守点検用電気計測器
- 保護継電器

## 電気電子計測器
電気電子計測器は測定対象(DUT)に信号を与え、その際の応答を表示できるものである。測定対象の適切な動作検討や故障部位の追跡が可能で詳細な解析に欠かせない装置である。

### 基礎製品
次の項目は動作中の回路において電圧や電流を測定できる。または、回路を構成する単体部品の測定を行う装置である。
- 電圧計 (電圧を測定する)
- 抵抗計 (電気抵抗を測定する)
- 電流計 - ガルバノメータやフェムト・ピコアンメータ (電流を測定する)
- 電力計 (電力を測定する)
- 回路計 - AVO (電流・電圧・抵抗)やDMM (Digital Multimeter) (上記3つのすべてが測定できる)
- LCRメータ - インダクタンス (L)、 静電容量 (C) および 抵抗(R) 測定 (LCRの値を測定する)
- クランプメータ (回路を切り開くことなく非接触で測定できる)
- オシロスコープ (電圧の変化を時間でとらえる)

### 応用製品
- パワーアナライザ (電力計、電力を複数チャンネル入力で測定および解析できる)
- ロジックアナライザ (Tests digital circuits)
- スペクトラムアナライザ (SA) (Measures spectral energy of signals)
- プロトコルアナライザ (Tests functionality, performance and conformance of protocols)
- ベクトルシグナルアナライザ (VSA) (Like the SA but it can also perform many more useful digital demodulation functions)
- ネットワーク・アナライザ (高周波回路) (NA) (高周波回路網の通過・反射電力の周波数特性を測定する)
- 時間領域反射率測定法 (Tests integrity of long cables)
- 半導体カーブトレーサ

## 外部接続
有線接続 (イーサネットまたはUSB)イーサネットによる接続はWebブラウザベースで操作やデータのやり取りが可能。USBはデバイスドライバが必要な場合OSが限定されるがマスストレージとしてデータのやり取りが可能な場合もある。
無線接続 (Wi-FiまたはBluetooth)赤外線カメラなどはWi-Fiによるワイヤレス接続に対応するものがある。現場作業向けテスターやクランプメータはBluetooth接続によりスマホやタブレットに数値表示できる機種がある。

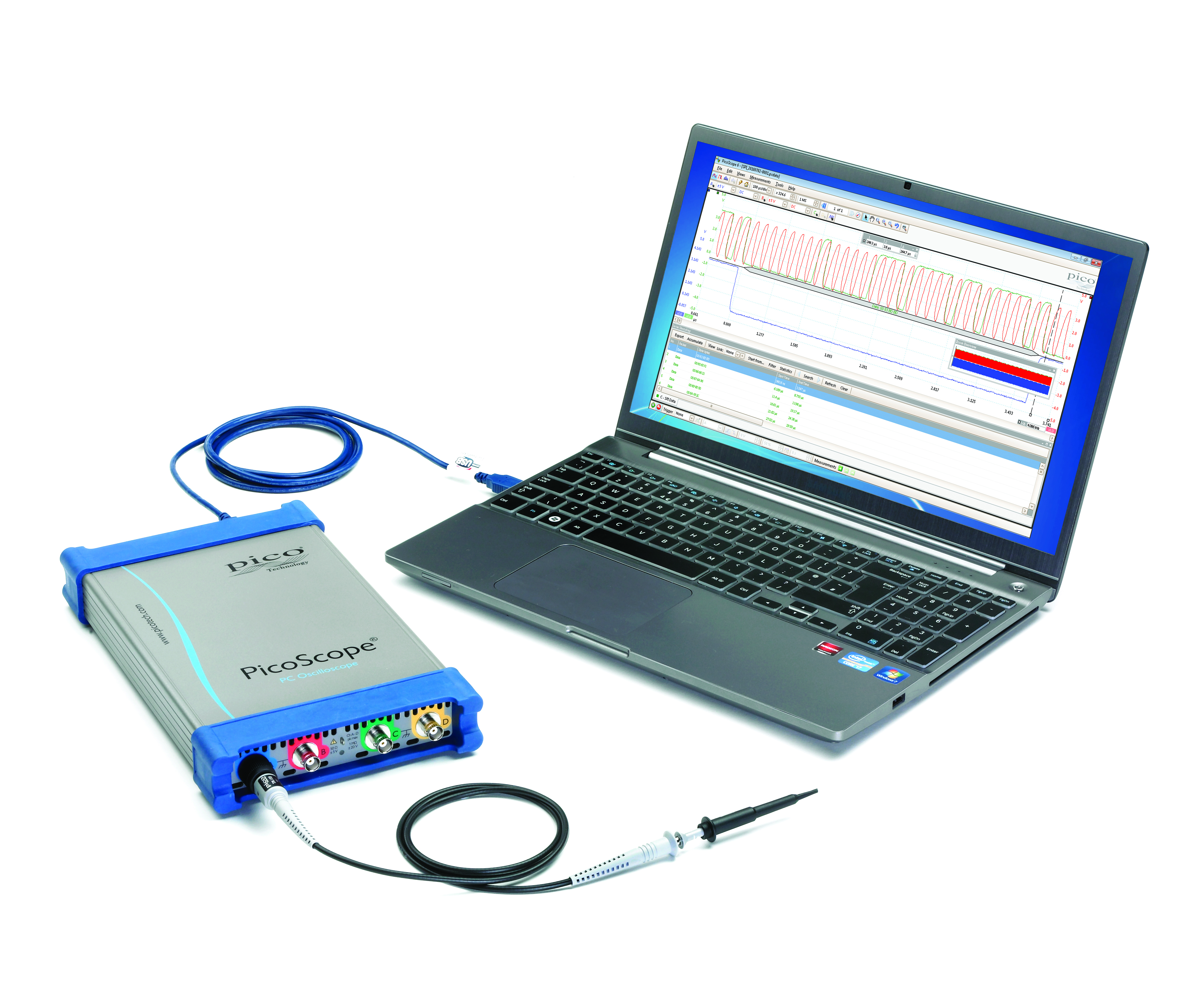
ピコテクノロジ製PC接続型オシロスコープ
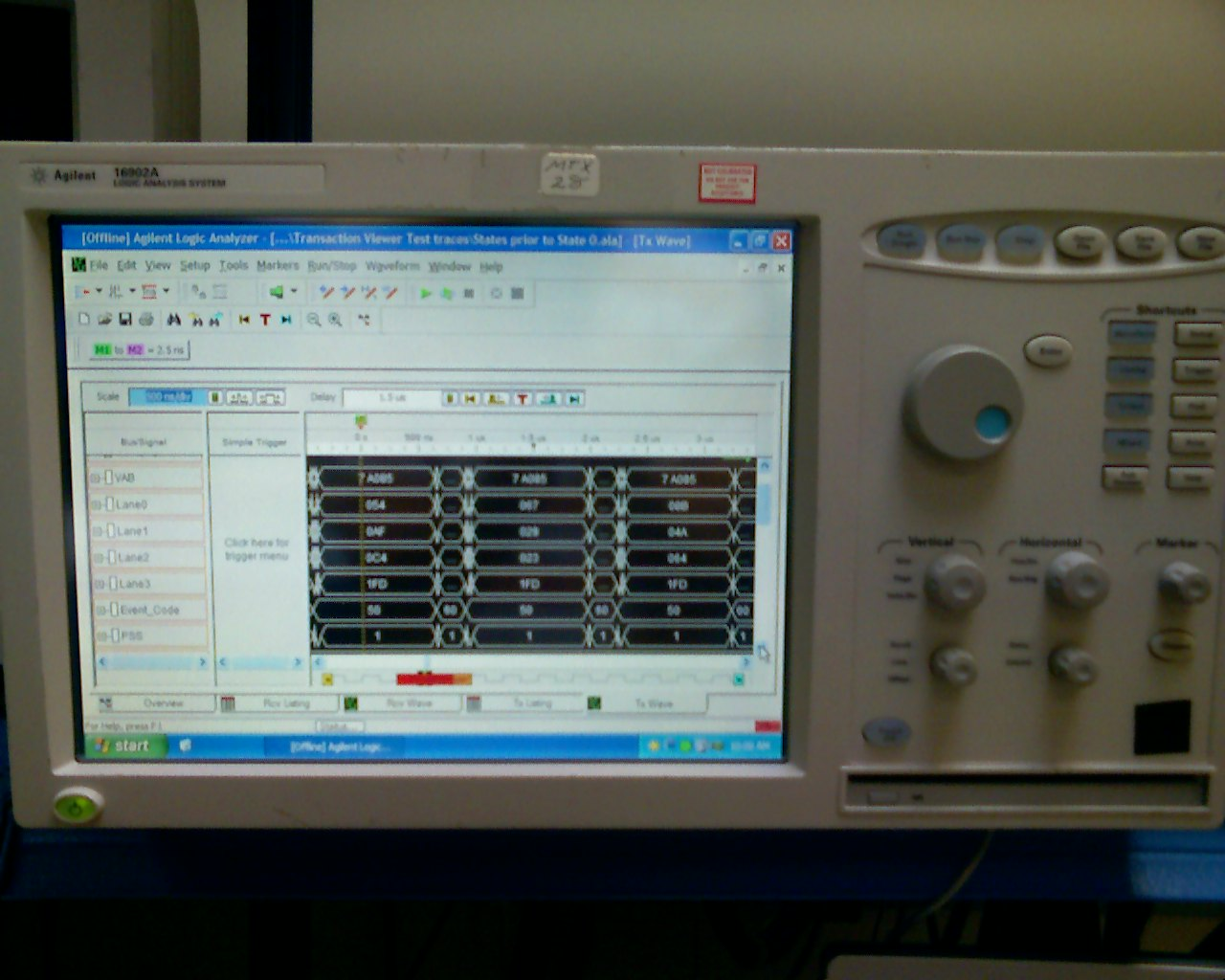
アジレント製ロジックアナライザ
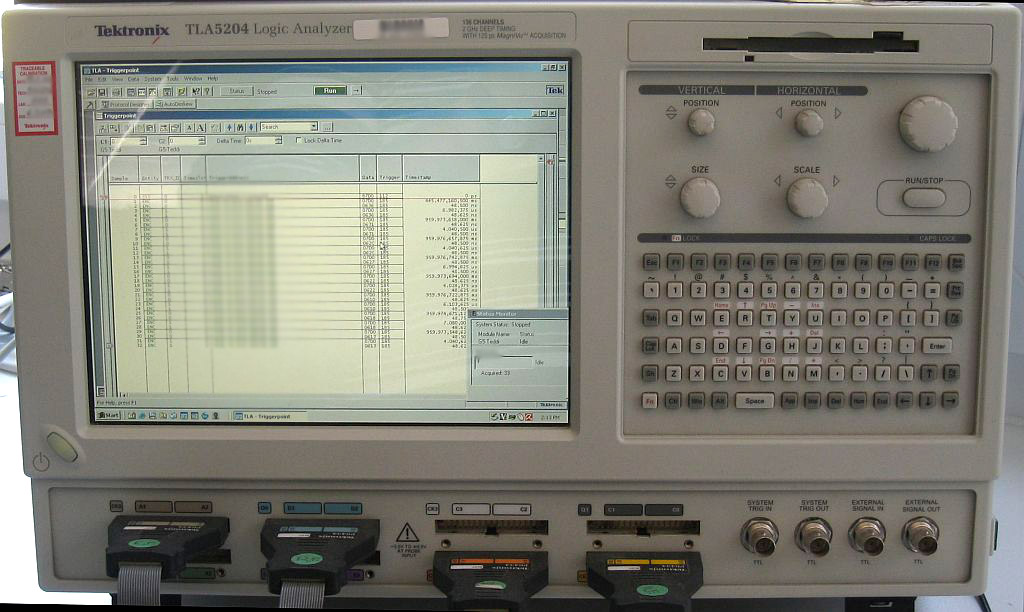
テクトロニクス製ロジックアナライザ
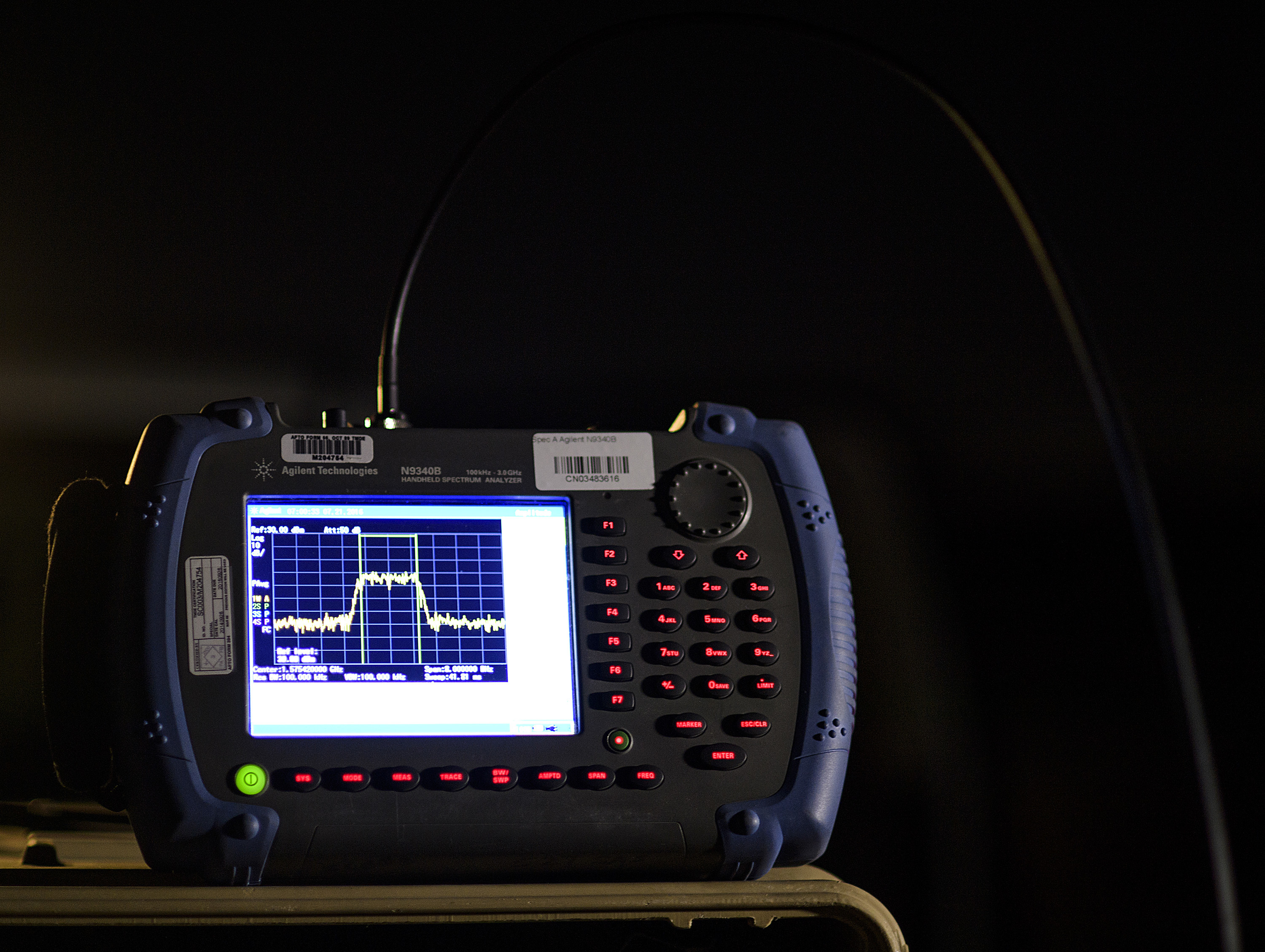
アジレント製携帯型スペクトラムアナライザ
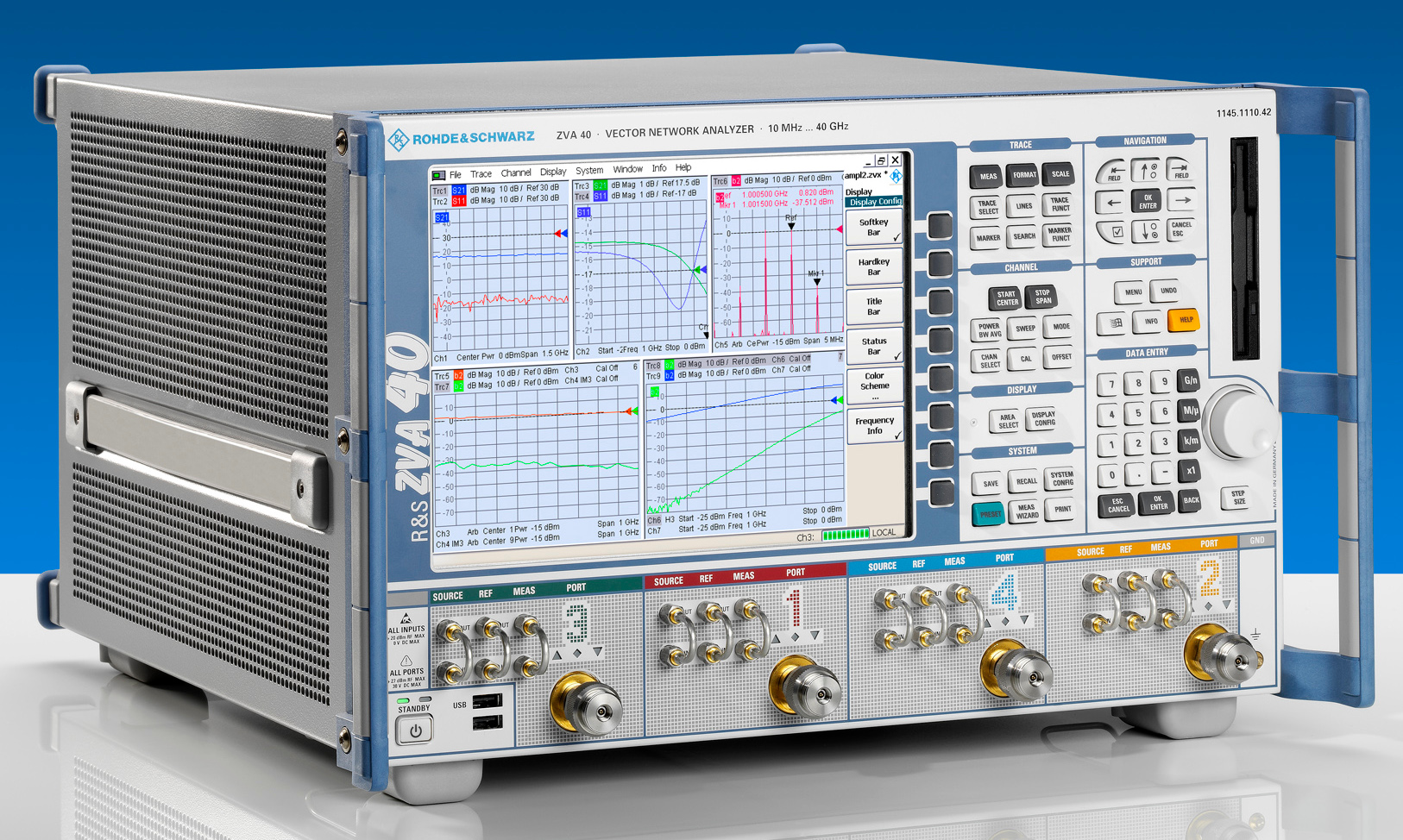
ローデ・シュワルツ製ベクトルネットワークアナライザ
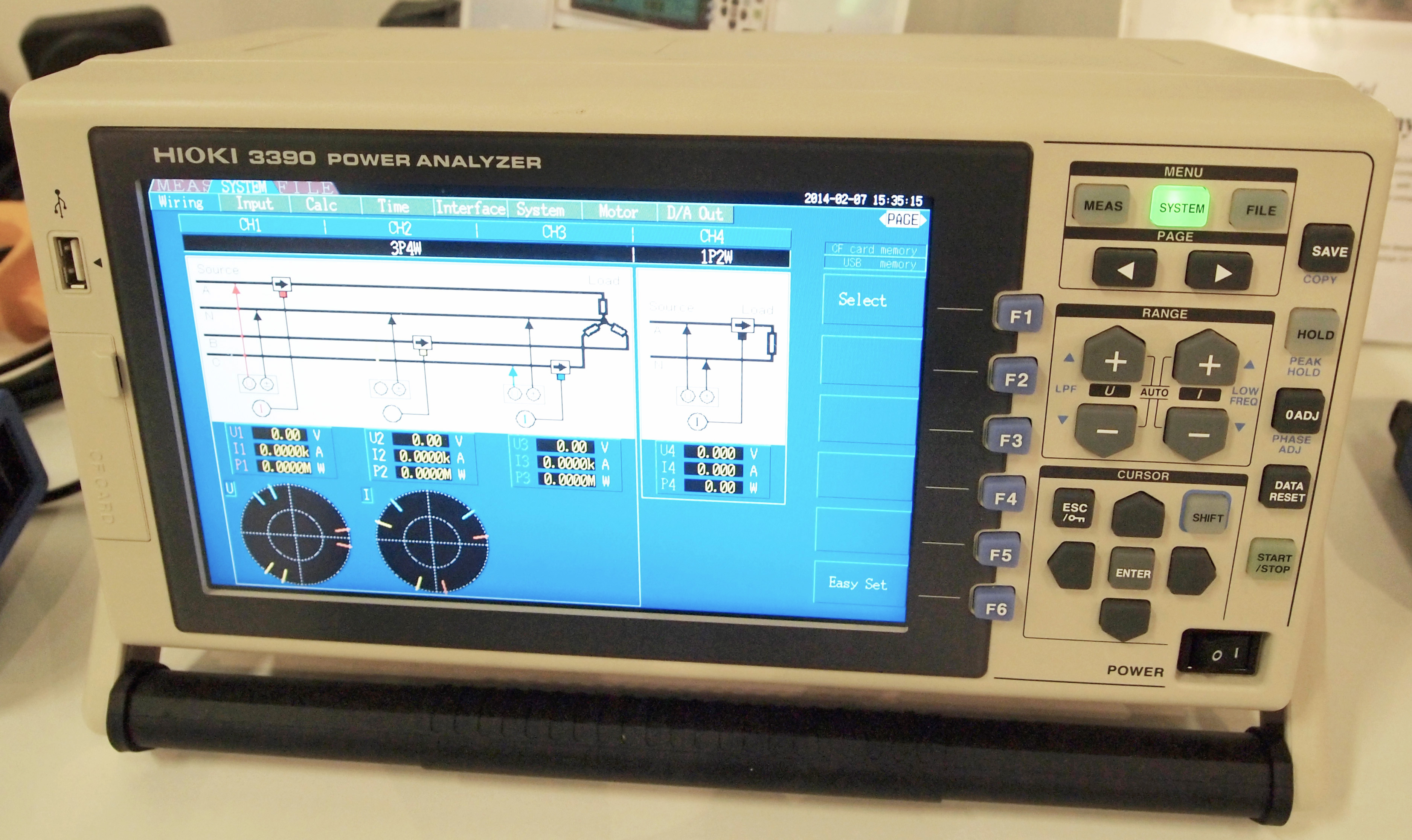
日置電機株式会社のパワーアナライザ